# STAR BOX (レベッカのアルバム)
『STAR BOX』（スター・ボックス）は、1999年1月30日に発売されたレベッカのベスト・アルバム。

## 構成
Sony Music Entertainment (Japan) Inc.が企画したベスト・アルバム『STAR BOX』シリーズの1枚としてリリースされた。
ライナーノーツには、レベッカのディレクターを務めた山西昭司の楽曲解説と、作詞家の沢ちひろによるメッセージが記載されている。

## リリース
1999年1月30日にKi/oon Sony RecordsのFITZBEATレーベルから、10万枚の限定生産でCDのみリリースされた。

## 批評
| 専門評論家によるレビュー | 専門評論家によるレビュー |
| レビュー・スコア         | レビュー・スコア         |
| 出典                     | 評価                     |
| ------------------------ | ------------------------ |
| CDジャーナル             | 肯定的                   |

CDジャーナルは、アルバム全体を通して「まだまだ本作だけでは全貌は語りきれない」としながらも、「今聴いても胸に響いてくる良質な楽曲ばかりが、次々と蘇ってくる」「今だに回転しているという究極のグループの魅力を最大限に引き出すボックスだ!」と肯定的な評価を下している。

## 収録曲
| 全作曲: 土橋安騎夫（#2のみ木暮武彦）、全編曲: REBECCA。 |                                                     |                 |                                 |      |
| #                                                       | タイトル                                            | 作詞            | 作曲・編曲                      | 時間 |
| 1.                                                      | 「ヴァージニティー」                                | 宮原芽映        | 土橋安騎夫 （#2のみ 木暮武彦 ） | 4:07 |
| 2.                                                      | 「Nothing To Lose」                                 | 宮原芽映        | 土橋安騎夫 （#2のみ 木暮武彦 ） | 3:23 |
| 3.                                                      | 「WILD EYES」                                       | NOKKO・沢ちひろ | 土橋安騎夫 （#2のみ 木暮武彦 ） | 3:16 |
| 4.                                                      | 「フレンズ」                                        | NOKKO           | 土橋安騎夫 （#2のみ 木暮武彦 ） | 4:34 |
| 5.                                                      | 「CHEAP HIPPIES」                                   | NOKKO           | 土橋安騎夫 （#2のみ 木暮武彦 ） | 4:11 |
| 6.                                                      | 「Maybe Tomorrow」                                  | NOKKO           | 土橋安騎夫 （#2のみ 木暮武彦 ） | 5:29 |
| 7.                                                      | 「RASPBERRY DREAM」                                 | NOKKO           | 土橋安騎夫 （#2のみ 木暮武彦 ） | 4:41 |
| 8.                                                      | 「MOTOR DRIVE (EXTENDED DANCE REMIX)」              | NOKKO           | 土橋安騎夫 （#2のみ 木暮武彦 ） | 5:40 |
| 9.                                                      | 「WHEN A WOMAN LOVES A MAN (EXTENDED DANCE REMIX)」 | NOKKO           | 土橋安騎夫 （#2のみ 木暮武彦 ） | 6:53 |
| 10.                                                     | 「MOON」                                            | NOKKO           | 土橋安騎夫 （#2のみ 木暮武彦 ） | 4:46 |
| 11.                                                     | 「VANITY ANGEL」                                    | NOKKO           | 土橋安騎夫 （#2のみ 木暮武彦 ） | 4:58 |
| 12.                                                     | 「LITTLE ROCK」                                     | NOKKO           | 土橋安騎夫 （#2のみ 木暮武彦 ） | 4:56 |
| 合計時間:                                               | 合計時間:                                           | 合計時間:       | 56:54                           |      |